# ニコル (モデル)
ニコル（Nicole、1992年10月9日 - ）は、アメリカ出身の元ファッションモデル。スターダストプロモーションの制作1部に所属していた。

## 来歴・人物
アメリカ人の父親と日本人の母親のハーフで14歳の時に原宿の竹下通りでスカウトされた。
2007年、『MORE』の専属モデルとしてデビュー。『JJ』を中心に、数多くの雑誌でモデルとして活躍した。
2012年からはスペースシャワーTVにて、自身初のレギュラー番組となる『音楽ヒミツ情報機関 MI6』に出演し、千原ジュニア（千原兄弟）、音楽プロデューサーの蔦谷好位置とともにMCを務めた。
芸人バナナマン･日村が大好きであるがそれは髪型がマスコットみたいにユニークでかわいいからという理由らしい。
2012年4月より、早稲田大学国際教養学部の学生だった。
2019年10月19日、27歳の誕生日に結婚したこと、モデルを辞めること、Instagramを同月末で閉鎖することを、自身のInstagramに記した。

## 出演

### 雑誌
- MORE （集英社、2007年 - 2009年）
- JJ （光文社、2009年9月 - ）
- BAILA （集英社、2011年 - ）
- 25ans （ハースト婦人画報社、2011年 - ）
- 美的 （小学館、2010年 - ）
- sweet （宝島社、2011年 - ）
- Gina （ぶんか社、2012年 - ）

### CM
- エマール（花王、2009年）
- ハーゲンダッツ（2010年）

### テレビ番組
- SPACE SHOWER COUNT DOWN（スペースシャワーTV、2012年4月 - ）
- 芸能人更生バラエティ バナナ塾（東海テレビ、2012年10月30日）
- 音楽ヒミツ情報機関 MI6（スペースシャワーTV、2012年6月 - 2014年3月）
- 『笑神様は突然に…芸能人のプライベートに笑いの神が降りた瞬間』（日本テレビ、2014年3月21日） - 丸ごと1時間鉄道スペシャル
- 日経スペシャル 未来世紀ジパング〜沸騰現場の経済学〜（テレビ東京、2015年5月11日） - 攻防24兆円市場！日の丸鉄道いよいよ世界へ
- uP!!! presents MUSIC SHOWERチュートリアルの徳ダネ福キタル♪（スペースシャワーTV、2014年4月 - 2016年6月）- アシスタントVJ
- ガールズクラフト（NHK Eテレ） - MC
  - ガールズクラフト（2013年8月16日）
  - ガールズクラフト ウインター（2014年2月）
  - ガールズクラフト（2014年4月 - 2019年3月）
- 野望応援バラエティ ノブナガ（CBCテレビ、2015年4月 - 9月） - 準レギュラー